# Johann Baptist Wenck
Johann Baptist Wenck, auch Johann Baptista von Wenckh, (* unbekanntes Datum, in Volkach; † 1727 an unbekanntem Ort) war ein österreichischer Arzt aus der Steiermark und Mitglied der Gelehrtenakademie „Leopoldina“.
Johann Baptista von Wenckh war Leibmedicus der freien Stände in der Steiermark und Physicus in Graz.
Am 24. Juni 1697 wurde Johann Baptista von Wenckh mit dem Beinamen Lycus als Mitglied (Matrikel-Nr. 227) in die Sacri Romani Imperii Academia Caesareo-Leopoldina Naturae Curiosorum aufgenommen.
Johann Baptist war der Großvater der nachmaligen Freiherren und Grafen von Wenckheim.

## Publikationen
- viele sogenannte Observationes[2]
- Mütterliches Heyrath=Gut. Das ist kurtzer jedoch gründlicher Bericht von dem wunderbaren Werck der Empfängnis und Geburt eines Menschen, Frantz Jacob Ludwig Buchbinder, Graz 1719.